# Фёдоров, Владимир Анатольевич (актёр)
Влади́мир Анато́льевич Фёдоров (19 февраля 1939, Москва — 18 мая 2021, там же) — советский и российский актёр, физик-ядерщик. Исполнял роли героев-карликов; широко известен благодаря роли Черномора в фильме-сказке «Руслан и Людмила».

## Биография
Владимир Фёдоров родился 19 февраля 1939 года в Москве. 
В 1964 году окончил Московский инженерно-физический институт и поступил на работу в Институт биофизики Минздрава СССР. По профессии физик-ядерщик. Автор более 50 научных трудов и изобретений. Многие его работы переведены на английский язык. Был студентом И. В. Курчатова.
На экране появился в возрасте 32 лет — тогда кинорежиссёр Александр Птушко пригласил молодого учёного на роль колдуна-злодея Черномора в фильм-сказку «Руслан и Людмила». Благодаря своему малому росту — 130 см — снимался в ролях карликов. Самые известные киноработы — Черномор, злодей Туранчокс из фантастического фильма «Через тернии к звёздам» Ричарда Викторова (1980).
В конце 1980-х годов Владимир Фёдоров вышел на профессиональную сцену — играл в спектаклях театра имени Е. Вахтангова. Яркий, острохарактерный актёр, обладавший специфической внешностью. Играл как в сказках, так и в драматических постановках. С 1993 года — актёр театра «У Никитских ворот». С 2004 года играл в спектаклях МХТ им. Чехова. В 1997—1998 годах был соведущим и помощником Леонида Ярмольника в телеигре «Золотая лихорадка».
В 2016 году перенёс инсульт. Скончался 18 мая 2021 года в Москве на 83-м году жизни. Похоронен на Хованском кладбище.

## Личная жизнь
Был женат четвёртым браком. Жена Вера младше актёра на 35 лет, расписались, когда Владимиру было 65 лет. Имел четверых детей, двое из которых умерли.

## Фильмография
| Год  |   | Название                                                     | Роль                                        |
| ---- | - | ------------------------------------------------------------ | ------------------------------------------- |
| 1972 | ф | Руслан и Людмила                                             | Черномор                                    |
| 1975 | ф | Горя бояться — счастья не видать                             | слуга                                       |
| 1976 | ф | Легенда о Тиле                                               | шут                                         |
| 1976 | ф | Двенадцать стульев                                           | вор                                         |
| 1977 | ф | Кольца Альманзора                                            | пират                                       |
| 1977 | ф | Нос                                                          | городовой                                   |
| 1979 | ф | Дикая охота короля Стаха                                     | Базиль                                      |
| 1980 | ф | Через тернии к звёздам                                       | Туранчокс                                   |
| 1980 | ф | Юность Петра                                                 | шут                                         |
| 1980 | ф | В начале славных дел                                         | карлик                                      |
| 1981 | ф | Лесная песня. Мавка                                          | Злыдень                                     |
| 1982 | ф | Дом, который построил Свифт                                  | человек с ружьём                            |
| 1983 | ф | Комический любовник, или Любовные затеи сэра Джона Фальстафа | Жан-Клод                                    |
| 1983 | ф | Вечера на хуторе близ Диканьки                               | карлик                                      |
| 1985 | ф | Чёрная стрела                                                | карлик                                      |
| 1985 | ф | После дождичка в четверг                                     | Волосатенький, леший                        |
| 1986 | ф | Кин-дза-дза!                                                 | инопланетянин в жёлтых штанах               |
| 1986 | ф | Путешествие пана Кляксы                                      | министр информации                          |
| 1986 | ф | Михайло Ломоносов                                            | карлик                                      |
| 1987 | ф | Конец вечности                                               | карлик                                      |
| 1988 | ф | Новые приключения янки при дворе короля Артура               | карлик                                      |
| 1988 | ф | Раз, два — горе не беда!                                     | Сулейманчик                                 |
| 1989 | ф | Сувенир для прокурора                                        | карлик                                      |
| 1989 | ф | Ваня, ты как здесь?                                          | Имя персонажа не указано                    |
| 1989 | ф | Но не поняли сказанных им слов                               | Имя персонажа не указано                    |
| 1991 | ф | Афганский излом                                              | торговец на базаре                          |
| 1991 | ф | Семь дней с русской красавицей                               | бизнесмен                                   |
| 1992 | ф | Безумный рейс                                                | ворчливый старичок                          |
| 1993 | ф | Заложники «Дьявола»                                          | Синчук                                      |
| 1994 | ф | Простодушный                                                 | заключённый                                 |
| 1994 | ф | Хаги-Траггер                                                 | киллер                                      |
| 1997 | ф | Всё то, о чём мы так долго мечтали                           | карлик в немецкой тюрьме                    |
| 1999 | ф | Два Набоковых                                                | Фредерик Добсон                             |
| 2002 | ф | Дом дураков                                                  | Карлуша                                     |
| 2002 | ф | Преступление и наказание / Crime and Punishment              | секретарь Лужина                            |
| 2008 | ф | 2-Асса-2                                                     | собеседник графа Л. Н. Т. / железнодорожник |
| 2008 | с | Наследство                                                   | владелец картинной галереи                  |
| 2008 | с | Петровка, 38. Команда Петровского                            | Деев                                        |
| 2009 | ф | Анна Каренина                                                | стрелочник                                  |
| 2011 | ф | Жила-была одна баба                                          | юродивый                                    |
| 2012 | ф | Отдам жену в хорошие руки                                    | художник                                    |
| 2013 | ф | Бомбила. Продолжение                                         | гробокопатель Великан                       |